# Timothy Bedel
Pour les articles homonymes, voir Bedel.
Timothy Bedel (1737 – 24 février 1787), né à Salem dans la province du New Hampshire, était un militaire et un dirigeant local important dans l'histoire des débuts du New Hampshire et du Vermont.

## Début de carrière militaire
Durant la guerre de Sept Ans, il sert comme lieutenant dans le Régiment provincial de New Hampshire au Fort no 4, à Crown Point, à Louisbourg, au Siège de Québec (1759) et plus tard lors de la Bataille de La Havane (1762), Cuba.

## Révolution Américaine
Le 26 mai 1775, Timothy Bedel, membre de l'Assemblée provinciale du New Hampshire, a été nommé commandant d'une compagnie de rangers basée dans la région de Coös, New Hampshire, (Coos est un nom abénaqui désignant un lieu orthographié Cowasuk, Cowass ou Koes), situé dans la Vallée du haut fleuve Connecticut. Un commandement militaire situé à Haverhill, dans le New Hampshire et à Newbury (Vermont), dans le Vermont où les Amérindiens se réunissaient pour le transport de personnes et de marchandises vers Odanak et Saint-François-du-Lac dans la Province de Québec. Le Régiment de Bedel fut une unité qui se développa rapidement en un régiment de huit compagnies. Il devint colonel de la milice du New Hampshire pour protéger sa frontière nord et envoyer des rangers, dont plusieurs étaient des Amérindiens sympathiques à la cause des rebelles, parcourir les forêts du nord du New Hampshire, du Vermont et du sud du Québec.

## Invasion du Canada
Le régiment de Rangers de Bedel a rejoint l'armée continentale pendant l'invasion du Canada. Bedel combattit au siège du Fort Saint-Jean. Lorsque son unité est arrivé, il était le principal commandant du régiment. Son commandement a été critiqué par le général Richard Montgomery pour dépenses excessives et gaspillage de ressources. Il a perdu la bataille des Cèdres alors qu'il était malade à l'hôpital de Lachine, près de Montréal, selon sa version contestée par Benedict Arnold. Aux Cèdres, la plupart des hommes du régiment de Bedel ont été capturés par les Britanniques et leurs alliés amérindiens. Huit jours plus tard, ses hommes ont été échangés contre des soldats britanniques capturés à Saint-Jean.
Bedel a servi comme premier lieutenant dans un régiment de la milice à la bataille de Bennington sous les ordres du général John Stark et est devenu officier d'état-major pour les généraux Philip Schuyler et Horatio Gates à Saratoga, chargé des affaires indiennes. Le 11 décembre 1779, le général George Washington a ordonné au colonel Bedel de créer un autre régiment à Coos pour aider le colonel Moses Hazen, afin d'assister le général Jacob Bayley dans la préparation d'une route d'invasion vers le Canada.